# Porto Maurizio
Porto Maurizio era una ciudad ubicada en la costa de Liguria, en el norte de Italia. La misma se unió con Oneglia en el año 1923, formando la actual ciudad de Imperia, tomando su nombre del río Impero, que separa ambas localidades.

## Historia
De probable origen romano, Porto Maurizio fue un municipio autónomo en la Edad Media, aunque ligado por estrechos pactos de alianza y dependencia a la cercana y poderosa República de Génova. Fue conocida en todo el Mediterráneo por su nivel de producción y sobre todo por el comercio del aceite de oliva. Después del período napoleónico, se anexó al Piamonte y luego se fusionó con el Reino de Italia.
Durante la Primera Guerra Mundial fue la sede de una Sección de Hidroaviones que en la primavera de 1918 se convirtió en el Escuadrón 267 que permaneció en la comuna hasta el 30 de enero de 1919. En 1923 se fusionó con Oneglia y otros pueblos más pequeños en el nuevo municipio de Imperia.